# Вівсюжниця худа
Вівсюжниця худа (Ventenata macra) — вид рослин із родини злакових (Poaceae).

## Біоморфологічна характеристика
Це однорічна рослина. Стебло прямовисне чи колінчасто висхідне 10–30 см завдовжки. Язичок 3–6 мм завдовжки. Листові пластинки 50–100 × 1–2 мм; поверхня запушена, низ волохатий. Колосоподібні китиці 2–10 см завдовжки. Колосочки складаються з 5–8 плідних квіточок зі зменшеними квіточками на верхівці. Колосочки довгасті, стиснуті збоку, 9–19 мм завдовжки. Нижня колоскова луска еліптична, 5–6 мм завдовжки, 0.75 довжини верхньої луски, 1-кілева, 3-жилкова, верхівка гостра. Верхня колоскова луска еліптична, 6–6.5 мм завдовжки, завдовжки з суміжну родючу лему, 1-кілева, 5-жилкова, верхівка гостра. Леми з остюками. Верхівкові безплідні квіточки, схожі на плодючі, але недорозвинені.

## Середовище проживання
Зростає у Європі й Азії (Греція, Україна (Крим), Росія (Північний Кавказ), Кіпр, Туреччина (Анатолія), Грузія, Вірменія, Азербайджан, Іран, Ірак, Ліван, Сирія, Туркменістан).
В Україні вид росте на сухих схилах, скелях та кам'янистих розсипах — у Кримських Передгір'ях та Південному Криму, рідко; у Степовому Криму, дуже рідко (у Роздольненському р-ні, на Тарханкутському та Керченському півостровах).